# SN 1998ec
SN 1998ec – supernowa typu Ia odkryta 2 października 1998 roku w galaktyce UGC 3576. Jej maksymalna jasność wynosiła 16,44m.